# Alexandra Daddario
Alexandra Anna Daddario (sinh ngày 16 tháng 3 năm 1986) là 1 nữ diễn viên người Mỹ, được biết đến nhiều nhất qua vai diễn Annabeth Chase trong phim Percy Jackson & kẻ cắp tia chớp. Cô cũng tham gia vào các bộ phim khác như The Squid and the Whale, All My Children, The Babysitters, The Attic, The Hottest State, San Adreas (2015) và Baywatch (2017).
Vai diễn đầu tiên của Daddario là Laurie Lewis trong phim All My Children. Daddario học ở trường Brearley ở New York cho đến khi cô được tham gia vào All My Children.

## Tiểu sử & sự nghiệp
Daddario sinh ra tại New York City, New York. Cô muốn được là một nữ diễn viên từ khi cô là 1 đứa trẻ, nhưng cho đến năm 16 tuổi cô mới có được vai diễn đầu tiên là Laurie Lewis trong phim All My Children. Đồng thời cô là 1 học sinh của trường Brearley ở New York. Daddario nói: "Tôi đã hoàn tất năm thứ hai của mình tại trường trung học Brearley". Và rồi khi nhận vai trong phim All My Children, cô ấy phải nghỉ học tại trường. Cô ấy nói: "Tôi không thể tiếp tục việc học của mình tại đó".
Cô cũng là nữ diễn viên tham gia cùng Logan Lerman và Bradon T. Jackson trong phim Percy Jackson & kẻ cắp tia chớp, một bộ phim phiêu lưu giả tưởng mang tính thần thoại được đạo diễn bởi Chris Columbus và công chiếu vào ngày 12 tháng 2 năm 2010. Daddario thủ vai Annnabeth Chase.

## Các phim đã tham gia
| Phim điện ảnh    | Phim điện ảnh                                       | Phim điện ảnh                                    |
| Năm              | Tên phim                                            | Vai diễn                                         |
| ---------------- | --------------------------------------------------- | ------------------------------------------------ |
| 2005             | The Squid and the Whale                             | Pretty Girl                                      |
| 2006             | Pitch                                               | Alex                                             |
| 2006             | The Attic                                           | Ava Strauss                                      |
| 2006             | The Hottest State                                   | Kim                                              |
| 2006             | The Babysitters                                     | Babara Yates                                     |
| 2009             | Jonas Brothers: The 3D Concert Experience           | Bạn gái (Cặp đôi Central Park)                   |
| 2009             | Bereavement                                         | Allison Statut                                   |
| 2013             | Texas Chainsaw 3D                                   | Heather Miller                                   |
| 2010             | Percy Jackson & kẻ cắp tia chớp                     | Annabeth Chase                                   |
| 2011             | Hall Pass                                           | Paige                                            |
| 2013             | Percy Jackson & đỉnh Olympians: The Sea of Monsters | Annabeth Chase                                   |
| 2013             | Life in Text                                        | Haley                                            |
| 2014             | Burying the Ex                                      | Olivia                                           |
| 2015             | San Andreas                                         | Blake Gaines                                     |
| Phim truyền hình |                                                     |                                                  |
| Năm              | Tên phim                                            | Vai diễn                                         |
| 2002–2003        | All My Children                                     | Laurie Lewis (tham gia 43 phần)                  |
| 2004–2006        | Law & Order                                         | Felicia(tham gia 2 phần)                         |
| 2009             | Law & Order: Criminal Intent                        | Lisa Wellesley (tham gia một phần)               |
| 2009             | White Collar                                        | Kate Morneau (tham gia 3 phần)                   |
| 2009             | Life on Mars                                        | Emily 'Rocket Girl' Wyatt (tham gia một phần)    |
| 2009             | Damages                                             | Lily Arsenault (tham gia một phần)               |
| 2009             | White Collar                                        | Kate (tham gia 5 phần)                           |
| 2010             | Smallville                                          | Diana Prince/Wonder Woman (tham gia phần thứ 10) |
| 2014             | True Detective                                      | Lisa Tragnetti                                   |

## Chú tích
1. ↑  "Filmography". The New York Times. ngày 19 tháng 2 năm 2010. Truy cập ngày 19 tháng 2 năm 2010.